# اميليو سانشيز
اميليو سانشيز (بالإسبانية: Emilio Sánchez Fuentes)‏ (30 مارس 1985 البسيط إسبانيا - ) هو لاعب كرة قدم إسباني، يلعب كلاعب وسط، لعب 235 مباراة وسجل 23 هدف.

## مسيرته

### مسيرته مع الأندية
- 2004 - 2004 لعب مع نادي ليفانتي مباراة.
- 2004 - 2006 لعب مع Atlético Levante UD [الإنجليزية]‏ 5 مباريات.
- 2006 - 2007 لعب مع نادي فييانوفينسي 32 مباراة سجل خلالها هدفين.
- 2007 - 2008 لعب مع ريال خاين 30 مباراة سجل خلالها هدفين.
- 2008 - 2009 لعب مع ديبورتيفو ألافيس 32 مباراة سجل خلالها 3 أهداف.
- 2009 - 2011 لعب مع ريكرياتيفو 52 مباراة سجل خلالها 3 أهداف.
- 2011 - 2013 لعب مع ريال مورسيا 62 مباراة سجل خلالها 13 هدف.
- 2014 - 2015 لعب مع نادي ميرانديس 21 مباراة.

## روابط خارجية
- اميليو سانشيز على موقع قاعدة بيانات كرة القدم.إي يو (الإنجليزية)
- اميليو سانشيز على موقع Soccerbase.com (لاعب) (الإنجليزية)
- اميليو سانشيز على موقع Soccerway.com (الإنجليزية)